# Klådris
Klådris (Myricaria germanica) är en växt inom familjen tamariskväxter. Den förekommer i Eurasien och är den enda växten inom familjen som är inhemsk i Centraleuropa. 

## Utseende
Klådris är en lövfällande, en till två meter hög, gråaktig buske med glatta vidjelika grenar, barrlika blad och rödaktiga blommor i axlika, rikblommiga klasar. Kronbladen är fem och ståndarna tio, där varannan längre. 

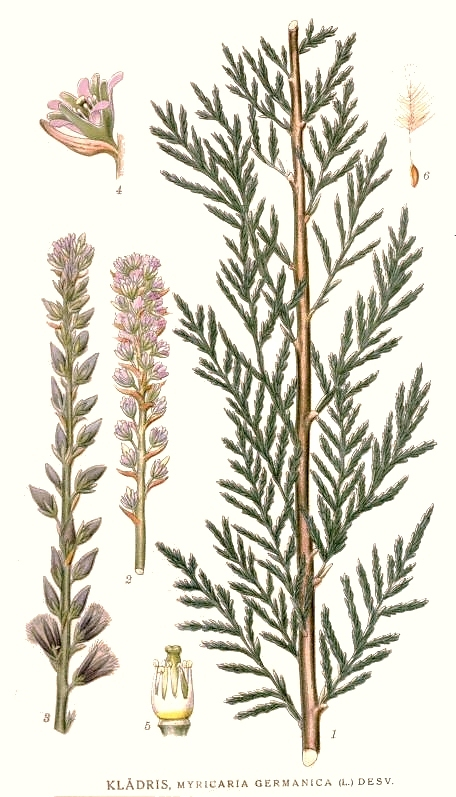
Illustration.

Barken har en aromatisk doft och är rik på garvämne. När fröhusen öppnar sig sprids de penselbärande fröna i stora antal med vinden.

## Utbredning och biotop
Klådris förekommer i Europa, Anatolien, Armenien, Kaukasien, Iran och Afghanistan, framförallt i bergsområden. I Europa sträcker sig utbredningsområdet från Pyrenéerna till Skandinavien och Kaspiska havet. Den södra gränsen går vid Pyrenéerna och centrala Apenninerna, och vidare norrut till Dinariska alperna på Adriatiska havets östra strand. Klådris växer på sand och grus utmed floder och älvar, främst i bergiga till subalpina miljöer på höjder upp till 2350 meter. I Himalaya förekommer den lokalt ända upp till 3950 meter.
Arten är introducerad till Nya Zeeland där den första gången upptäcktes 1986 på Canterbury Plains på Sydön.

### Förekomst i Sverige
I Sverige finns den framför allt vid Norrlands älv- och sjöstränder, främst på sandbankar i Ångermanälven och Indalsälven. Den finns vidare på några lokaler i Västergötland, Östergötland vid Tåkern och i Skåne vid Ringsjön, samt på Öland.